# 朱莉娅·格雷维尔
朱莉娅·格雷维尔（英語：Julia Greville，1979年2月18日—），澳大利亚女子游泳运动员。她曾代表澳大利亚参加1996年夏季奥林匹克运动会游泳比赛，获得女子4×200米自由式接力铜牌。